# Song Nam-hyang
Song Nam-hyang (Corea del Norte, 6 de mayo de 1996) es una clavadista o saltadora de trampolín norcoreana especializada en plataforma de 10 metros, donde consiguió ser medallista de bronce mundial en 2015 en los saltos sincronizados.

## Carrera deportiva
En el Campeonato Mundial de Natación de 2015 celebrado en Kazán (Rusia) ganó la medalla de bronce en los saltos sincronizados desde la plataforma de 10 metros, con una puntuación de 325 puntos, tras las chinas (oro con 359 puntos) y las canadienses (plata con 339 puntos), siendo su pareja de saltos Kim Un-Hyang.